# Liste der Monuments historiques in Saint-Béat-Lez
Die Liste der Monuments historiques in Saint-Béat-Lez führt die Monuments historiques in der französischen Gemeinde Saint-Béat-Lez auf.

## Liste der Bauwerke
| Bezeichnung              | Beschreibung              | Standort             | Kennzeichnung | Schutzstatus | Datum | Bild           |
| ------------------------ | ------------------------- | -------------------- | ------------- | ------------ | ----- | -------------- |
| Kirche St-Béat-St-Privat | Erbaut im 12. Jahrhundert | in Saint-Béat (Lage) | PA00094446    | Classé       | 1994  | weitere Bilder |